# 기니비사우-스페인 관계
기니비사우와 스페인의 관계는 양국 간 외교 관계다. 기니비사우는 마드리드에 대사관을, 바르셀로나와 빌바오에 영사관을 2개 갖고 있다. 스페인은 기니비사우 수도에 대사관을 가지고 있다.

## 외교 관계
스페인은 1974년 기니비사우 독립 후 바로 기니비사우를 승인하고 수교했다. 2007년 비사우의 스페인 대사관 개관 후 관계가 깊어진 것은 틀림없다. 기니비사우는 2012년 초 후안 카를로스 1세에게 신임장을 제출한 마드리드 거주 대사를 임명했다.
두 나라 사이에서 가장 중요한 문제는 이민이다. 2008년 1월 27일 모라티노스 장관의 방문에 신세대 이주협력 협정이 서명되었다. 이들 당국은 출입국 준비를 하는 이민중개업자의 송환억류 분야에서 문제없이 협조하고 있다. 기니비사우를 떠나는 이민은 적은 게 사실이지만 세네갈에 프론텍스가 설치됐기 때문에 이민은 이 나라로 옮겨갔다. 2010년, 「시호스」프로그램이 운용을 개시했다. 이 프로그램은 유럽의 기금에 의해 자금이 제공되고 시빌 가드에 의해 실행되며 프로젝트 WEST-SAHEL로 개명되고 스페인의 시빌 가드 직원이 비사우에 배치되어 있습니다. 이는 위성통신프로그램으로 세네갈 모리타니 카보베르데에서 이미 실시되고 있는 마드리드에 기술지원이 설치돼 있고 스페인 시민경비대가 버그니아 직원들을 위한 훈련코스를 실시하고 있다. 기니 비사우 섬 국경 관리와 출입국 관리에 도움이 될 뿐 아니라 카나리아 섬으로 가는 밀항선 정보도 실시간으로 얻을 수 있다.
대사관에는 이 지역에서 매우 유용한 내장 어태치먼트가 있는 낚시 : 2015년 1월 EU와 체결한 어업의정서에 대해 이미 언급되어 있다. 지금까지 가맹국 선박에 대해 발급된 어업면허증은 스페인의 어선에 대해서만 발급되어 왔다.

## 경제 관계
경제·상업 분야에서 스페인과 기니비사우의 2국간 관계는 축소. 기니비사우에서 스페인 기업의 존재감은 여전히 작지만 스페인 대사관 개설 이후 2008년부터 2012년까지는 프랑스의 경제상황 개선과 비즈니스 찬스의 악화 등으로 스페인에 대한 투자의욕이 높아지고 있다. 이와 같이, 2010년부터 2012년 사이에, 비사구인의 법률상의 기업에 대한 스페인으로부터의 직접 투자가 이루어질 전망이다.

## 협력

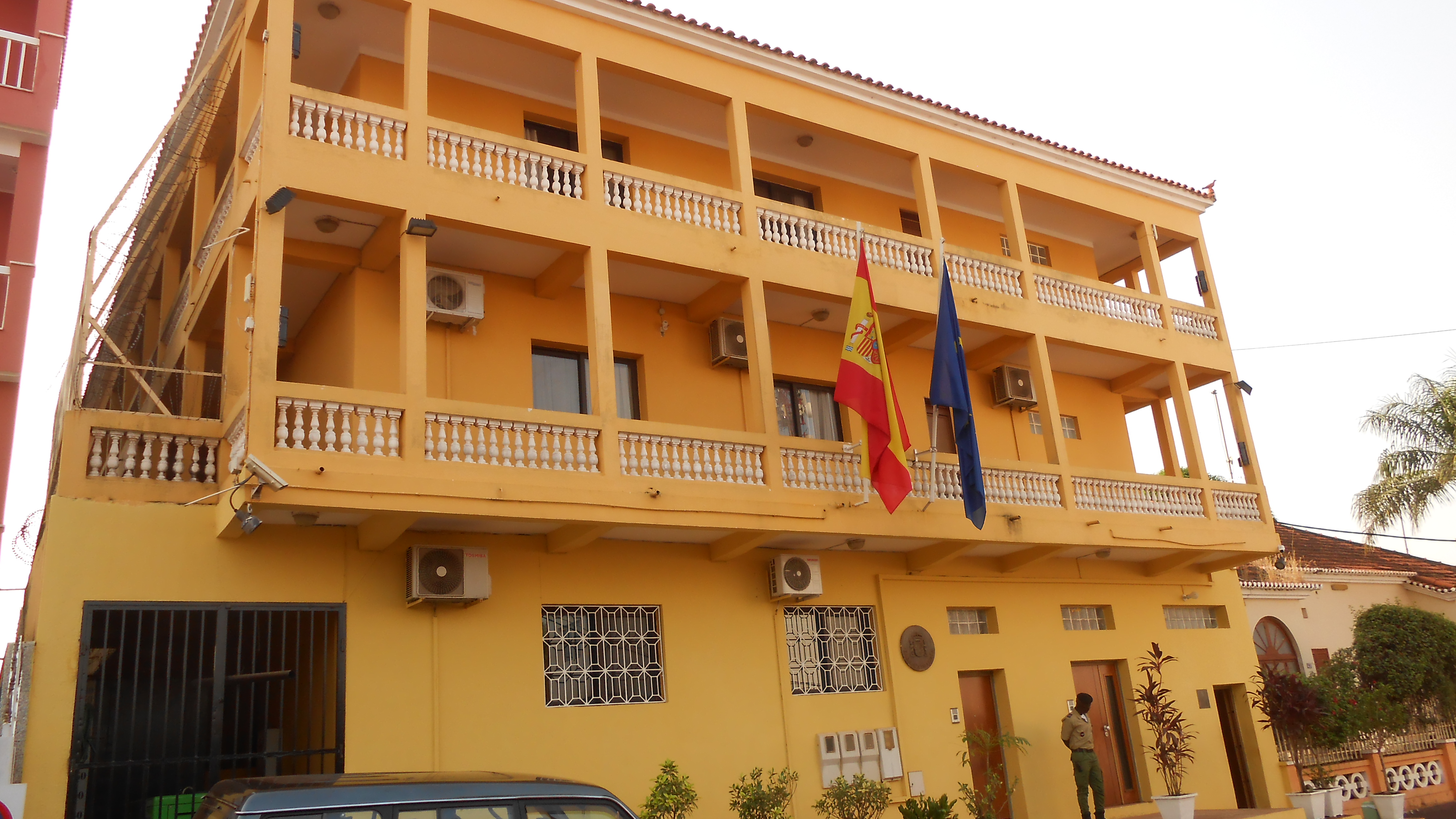
비사우에 있는 스페인 대사관

2007년부터 2011년에 걸쳐, 스페인은 포르투갈과 함께 동국 최초의 양자 원조국이 되었다. 첫 번째 히스패닉-기니 합동위원회는 2007년 7월 개최됐으며 스페인은 기니 비사우에 1500만유로(2007년부터 2009년 사이)를 제공하기로 약속했다. 최초 3개 마스터플랜(2001~2012)에서는 G-B가 우선국으로 꼽혔지만, 마스터플랜 2013~2016에서는 효과와 원조의 질적 기준, 예산상의 이유로 출국국으로 분류되고 있다.
우선 과제로 정의되는 주제는 보건, 교육, 어업, 물과 위생이다. 또, EU서사헬 계획을 통해서, 8개월에 1회 갱신되는 시민 경비관이, 현지의 법집행 기관과 협력해 이주 서비스나 국경의 정비에 임하는 것이 지적되고 있다.
상업 분야에서는 기니비사우가 WTO 강화통합체제(MIM) 프로그램에서 스페인을 지원국으로 지정했다. 이 협력 프로그램은 300만달러 이상을 거출하고 이 나라의 상업능력, 특히 세관의 근대화를 목적으로 하고 있다.

## 같이 보기
- 기니 비사우의 대외 관계
- 스페인의 대외 관계